# Salasaka
Los salasakas o salasacas constituyen uno de los pueblos étnicos de la nacionalidad indígena Kichwas de la Sierra de Ecuador. Su principal localidad se asienta en la parroquia Salasaca, cantón Pelileo, provincia de Tungurahua.

## Historia
Según varias fuentes, el pueblo salasaka se habría originado de un grupo de pobladores aimara, enviados por los incas en calidad de mitimaes a la actual provincia de Tungurahua durante el Tahuantinsuyo, estableciéndose en la zona de Pelileo, al sureste de la ciudad de Ambato, durante más de quinientos años.
Su población actual es de aproximadamente 12,000 habitantes organizados en 24 comunidades y hablan el idioma kichwa. Están organizados en ayllus, integrado por el padre, tíos y sus hijos y los hijos políticos. Los hijos desde muy temprana hora son miembros activos en los deberes de producción amigable.

## Cultura
Las costumbres y tradiciones del pueblo de la cultura Salasaca están cargadas de fiestas, celebraciones y bailes. Es un pueblo que entre los habitantes de su comunidad, suelen ser muy alegres, aunque son un poco cerrados con las demás comunidades. Es común en esta etnia, celebrar cuando la tierra da buenos frutos y abundantes. También se festeja el nacimiento de un nuevo miembro de la comunidad, el matrimonio, y el solsticio, que es muy respetado.

### Vestimenta
La mujer Salasaca cuenta con atuendos diferentes acorde a la ocasión; diario y festivo. Como atuendo diario utilizan blusa y anaco negro que llega hasta unos 2 centímetros aproximadamente bajo la rodilla, sujeto con una faja que plasma una cosmovisión andina, una o dos bayetas o chalinas que cubren toda la espalda y sujeta al frente con un tupo o sujetador, collares y aretes que generalmente son herencias de sus ancestros y un sombrero blanco. Los hombres utilizan pantalón blanco, camisa blanca, poncho negro o blanco y sombrero blanco.

### Tradiciones
Una de las expresiones culturales que identifica a los Salasacas es el tejido de tapices y ponchos de diferentes motivos y diseños elaborados en telares manuales, los cuales relatan sus vivencias. La actividad agrícola es para su autoconsumo y se la realiza en dos pisos ecológicos, el alto y bajo.
El centro social para los Salasacas en la actualidad es la plaza central, allí se localizan la Iglesia católica, el Museo, la Casa Comunal, la Escuela, el Colegio, el Mercado Artesanal y algunos almacenes artesanales, entre otros.
Sin embargo, el centro histórico de los Salasacas era la comunidad de Chilcapamba, lugar donde aun se realizan algunas festividades. El cambio entre estos dos centros ha sido gradual probablemente a efecto de la construcción de la carretera entre Ambato y Baños en 1934 y como evidencia de que el centro de Salasaca había cambiado el 11 de junio de 1989 se celebró en el actual centro por primera vez la fiesta de la Octava Grande (Jatun Utava), festividad que se realizaba en Chilcapamba.

## Organización política
Están organizados por comunas y son 17, las cuales pertenecen al Consejo de Gobierno del Pueblo Salasaca, esta a su vez pertenece al MIT (Movimiento Indígena de Tungurahua) y por ende a la ECUARUNARI-CONAIE, los trabajos se los realiza en minga y las decisiones se toman democráticamente en las Asambleas convocadas por la organización. Gran parte de las comunidades salasacas se encuentran unidas en organizaciones de segundo grado como la Unión de Indígenas Salasaca (UNIS) y en la Corporación de Organizaciones Campesinas de Pelileo.